# ノーンブワラムプー県

ノーンブワラムプー県
จังหวัดหนองบัวลำภู

- この項目は英語版を元に作成されています。

ノーンブワラムプー県（ノーンブワラムプーけん、タイ語: จังหวัดหนองบัวลำภู）はタイ・東北部にある県（チャンワット）の一つ。ウドーンターニー県、コーンケン県、ルーイ県と接する。

## 地理
ノーンブワラムプー県はコーラート台地に位置する。また国立公園を二つ有する自然の豊かな土地でもある。面積は埼玉県とほぼ同じ。

## 歴史
ノーンブワラムプー県は元々、ウドーンターニー県に属していた5つの郡（アムプー）からなっている。1993年に県としてウドーンターニー県から独立したもっとも新しい県となっていたが、2011年3月23日にブンカーン県が誕生したことによりその座を譲った。
2022年10月6日、ナークラーン郡ウタイサワンナクラン町の子ども発達センターで銃乱射事件が発生。子供22人を含む34人が死亡した。容疑者は元警察官で、事件発生後に自殺した。

## 県章

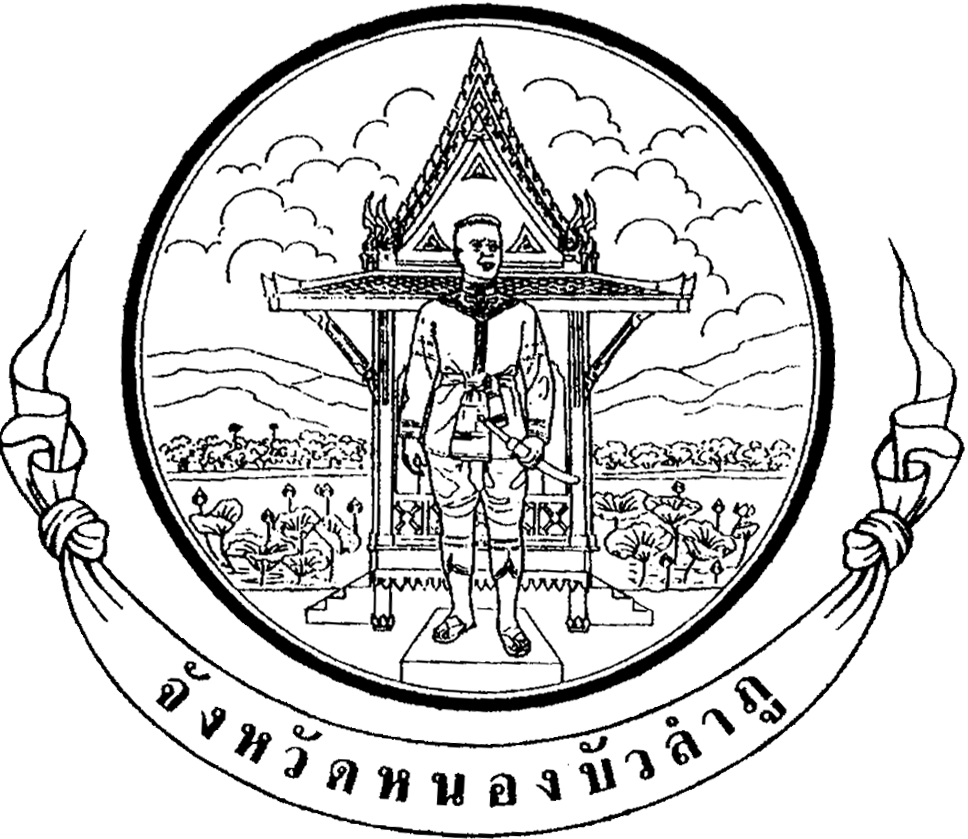
県章

|  | 県章はナレースワン大王が祠の中にいる姿が描かれている。この祠は1574年、ラーンサーン王国の現在のノーンブワラムプーに訪れたナレースワンを記念してたてられたものであると言われている。その背後にはハスの生えた池が描かれている。 県花は同様にハスである。県木はシタン（紫檀、Dalbergia cochinchinensis）。 |

## 行政区分
ノーンブワラムプー県は6の郡（アムプー）に分けられ、さらに59の町（タムボン）と、636の村（ムーバーン）からなる。
| 1. ムアンノーンブワラムプー郡 2. ナークラーン郡 3. ノーンサン郡 4. シーブンルアン郡 5. スワンナクーハー郡 6. ナーワン郡 | Map of Amphoe |